# Matthew Williamson
Matthew Williamson est un styliste anglais né le 23 octobre 1971 à Chorlton-cum-Hardy, près de Manchester. Il présente deux collections par an durant la Fashion Week de Londres. Il est connu pour présenter régulièrement des modèles aux inspirations indiennes, ce qui peut s’expliquer par le temps qu’il y a passé pendant qu’il travaillait pour les magasins de prêt-à-porter Monsoon.
Il compte parmi ses amies des célébrités telles que Sienna Miller, Kelis, Jade Jagger… Ce que lui a souvent reproché l’industrie de la mode[Qui ?] car il les utiliserait pour promouvoir son travail.

## Biographie
Né à Chorlton-cum-Hardy, Matthew Williamson a étudié à Manchester jusqu’à ses dix-huit ans, âge auquel il déménage pour Londres pour y suivre les cours de la Saint Martins College of Art and Design. Il en sort diplômé en 1994.

## Carrière
Matthew Williamson commença sa carrière en travaillant deux ans chez Georgina Won Etzdorf, puis chez Marni et Monsoon. En 1996, après que plusieurs mannequins aient repérés ses sacs et ses écharpes, il lance sa propre marque avec pour partenaire Joesph Velosa. Ce sont ces mêmes mannequins qui plus tard défilèrent pour lui lors de son tout premier défilé pour la London Fashion Week qui s’intitulait « Electric Angels ».
Il fut l’un des tout premiers stylistes de la collection « Autograph » de Marks & Spencer. Toutefois la collaboration se termina quand M&S refusa de le laisser signer sa collection. En 2005, il lance son propre parfum et en 2006, il devient directeur artistique chez Pucci. En 2007, un extrait de son défilé est intégré au clip de Prince pour sa chanson Chelsea Rodgers.
En 2009, il entame une collaboration avec le géant du prêt à porter grand public H&M en créant une collection, et pour la première fois des modèles pour homme. La collection est lancée le 23 avril à grand renfort de publicité dans les médias. C’est également cette année qu’il lance son magasin en ligne.